# Hypo-Meeting 2016
Hypo-Meeting 2016 – 42. edycja zawodów lekkoatletycznych w konkurencjach wielobojowych rozegrana 28 i 29 maja w austriackim Götzis. Mityng był czwartą odsłoną cyklu IAAF Combined Events Challenge w sezonie 2016.

## Rezultaty
| Konkurencja:           | 1. miejsce            | Rezultat     | 2. miejsce               | Rezultat     | 3. miejsce      | Rezultat     |
| Dziesięciobój mężczyzn | Damian Warner         | 8523 pkt. WL | Kevin Mayer              | 8446 pkt.    | Kai Kazmirek    | 8318 pkt.    |
| Siedmiobój kobiet      | Brianne Theisen-Eaton | 6765 pkt. WL | Laura Ikauniece-Admidiņa | 6622 pkt. NR | Carolin Schäfer | 6557 pkt. PB |

## Rekordy
Podczas mityngu ustanowiono 2 krajowe rekordy w kategorii seniorów:
| Zawodnik                 | Reprezentacja | Konkurencja                | Rezultat  |
| ------------------------ | ------------- | -------------------------- | --------- |
| Laura Ikauniece-Admidiņa | Łotwa         | siedmiobój lekkoatletyczny | 6622 pkt. |
| Ivona Dadic              | Austria       | siedmiobój lekkoatletyczny | 6196 pkt. |